# Голуб Антоніна Василівна
Антоніна Василівна Голуб (нар. 6 січня 1932, Полтавщина) — українська бандуристка.
Після закінчення фабрично-заводського навчання на Полтавській прядильній фабриці та навчалася у музичній школі у бандуриста Якова Мусійовича Шостака. Працювала солісткою Полтавської філармонії.
Навчалася у Київському музичному училищі імені Рейнгольда Глієра (у В. Кухти) та у Київській консерваторії (у А. Бобиря). Працювала у Вінницькій філармонії, а відтак у Тернопільському музичному училищі.
Автор багатьох оригінальних творів — дума «Невольник» (слова Тараса Шевченко). Переслідувалася комуністичним режимом, Переховувалася у печерах Києво-Печерської лаври. Мешкає у Києві.